# گوگل انرژی
گوگل انرژی (به انگلیسی: Google Energy LLC) یک شرکت زیرمجموعه آلفابت است که برای کاهش هزینه‌های مصرف انرژی در گروه گوگل ایجاد شد که بعدها برای تولید و فروش انرژی پاک ایجاد شده‌است. هم چنین این بخش می‌تواند از پروژه‌هایی که از طریق بنیاد گوگل به صورت بشردوستانه تأمین مالی می‌شوند، استفاده کند.

## عملیات
گوگل تا سال ۲۰۰۷ مقدار قابل توجهی پول را در پروژه‌های بادی، خورشیدی، حرارتی خورشیدی و زمین گرمایی سرمایه‌گذاری کرده بود گه از جمله آن‌ها پروژه آزمایشی نصب ۱٫۶ مگاوات خورشیدی در دفتر مرکزی آن بود. در سال ۲۰۱۰، گوگل انرژی اولین سرمایه‌گذاری خود را در پروژه انرژی‌های تجدیدپذیر انجام داد و ۳۸٫۸ میلیون دلار آمریکا برای دو نیروگاه بادی در داکوتای شمالی هزینه کرد. این شرکت اعلام کرد که این دو ساختگاه ۱۶۹٫۵ مگاوات یا به اندازه تأمین برق مصرفی ۵۵۰۰۰ خانه، توان تولید خواهند کرد. مزارع خورشیدی که برای این هدف توسط نکسترا انرژی توسعه یافته‌اند، مصرف سوخت فسیلی را در منطقه کاهش خواهند داد. شرکت نکسترا انرژی ۲۰ درصد از سهام این پروژه را به گوگل فروخت تا بودجه توسعه این پروژه را دریافت کند.
علاوه بر این، در ۳۰ ژوئیه ۲۰۱۰، گوگل انرژی با خرید ۱۱۴ مگاوات انرژی بادی آیووا از نکسترا انرژی با نرخ ثابت برای ۲۰ سال موافقت کرد.
این شرکت قصد دارد در درجه اول از این نیروگاه‌های برق برای مراکز داده گوگل استفاده کند، اما ممکن است اضافه انرژی آن در بازار آزاد نیز فروخته شود.
در سال ۲۰۱۰، گوگل انرژی همراه با گروهی از سرمایه گذاران دیگر، برنامه ای را برای ساخت اتصال بادی آتلانتیک، یک کابل زیردریایی در سواحل اقیانوس اطلس برای اتصال نیروگاه‌های بادی دریایی آینده با شبکه‌های انتقال در ساحل اعلام کرد.
در آوریل ۲۰۱۱، گوگل همکاری خود را با نکسترا با امضای قرارداد خرید برق ۲۰ ساله برای مرکز انرژی بادی مینکو ۲ تمدید کرد. از سال ۲۰۱۱، مزرعه بادی ۱۰۰٫۸ مگاواتی در مناطق گریدی و کادو در نزدیکی مینکو در حال توسعه است.
گوگل دو بار در سولار سیتی سرمایه‌گذاری کرد که بار اول ۲۸۰ میلیون دلار در سال ۲۰۱۱ و دیگری ۳۰۰ میلیون دلار در سال ۲۰۱۵ بوده‌است.
در ۱۷ سپتامبر ۲۰۱۳، این شرکت برنامه خود را برای خرید تمام برق تولید شده توسط مزرعه بادی ۲۴۰ مگاواتی هپی هیرفورد که در نزدیکی آماریلو در تگزاس واقع خواهد شد، اعلام کرد. گوگل انرژی برق هپی هیرفورد را که از مالکان مزارع بادی کرماک انرژی خریداری شده‌است، به بازار برق اوکلاهما، محلی که یکی از مراکز داده خود در آن است، می‌فروشد.
تا تاریخ ۲۰۱۶, گوگل قرارداد خرید ۲۶۰۰ مگاوات برق را توافق کرده‌است.

## مجوز خرید و فروش انرژی
در فوریه ۲۰۱۰، کمیسیون تنظیم مقررات انرژی فدرال به گوگل مجوز خرید و فروش انرژی با نرخ‌های بازار را اعطا کرد. در این مجوز به‌طور مشخص آمده‌است که گوگل انرژی دارای حقوق «فروش انرژی، ظرفیت و خدمات جانبی با نرخ‌های مبتنی بر بازار» است، اما اذعان می‌کند که نه گوگل انرژی و نه شرکت‌های وابسته به آن، «مالکیت یا کنترل هیچ تأسیساتی برای تولید و انتقال برق را بر عهده ندارند».